# Trastorn explosiu intermitent
El trastorn explosiu intermitent (TEI) és un trastorn de conducta caracteritzat per esclats d'ira i/o violència explosius, desproporcionats amb la situació. L'agressió impulsiva no és premeditada, i es defineix per una reacció desproporcionada a qualsevol provocació, real o percebuda. De vegades s'observen canvis afectius abans d'un esclat, com ara tensió o canvis d'humor.
Actualment, el trastorn està categoritzat al Manual de diagnòstic i estadística de trastorns mentals (DSM-5) a la categoria de "trastorns disruptius, del control dels impulsos i de la conducta". El trastorn en si mateix no es delimita fàcilment i sovint presenta comorbiditat amb altres trastorns de l'estat d'ànim, particularment els trastorns bipolars. Les persones diagnosticades de TEI afirmen que els seus brots són breus (duren menys d'una hora), amb alguns símptomes físics (sudoració, tartamudesa, opressió toràcica, palpitacions), manifestats per un terç del total. Els actes agressius freqüentment van acompanyats d'una sensació d'alleujament i en alguns casos de plaer, però sovint seguits de remordiments posteriors.

## Fisiopatologia
La conducta impulsiva, i sobretot la predisposició a la violència impulsiva, s'han relacionat amb una taxa de rotació de serotonina cerebral baixa, indicada per una baixa concentració d'àcid 5-hidroxindoleacètic (5-HIAA) en el líquid cefalorraquidi (LCR). Sembla que aquest substrat actua sobre el nucli supraquiasmàtic de l'hipotàlem, el qual és l'objectiu de la sortida serotoninèrgica dels nuclis de rafe dorsals i medials que tenen un paper important en el manteniment del ritme circadià i la regulació del sucre en sang. La tendència a un baix 5-HIAA pot ser hereditària. Altres trets que es correlacionen amb el TEI són un to vagal baix i una elevada secreció d'insulina. Una explicació suggerida pel TEI és un polimorfisme del gen per a la hidroxilasa triptòfana, que produeix un precursor de la serotonina; aquest genotip es troba més freqüentment en individus amb una conducta impulsiva.
El TEI també s'ha associat amb lesions a l'escorça prefrontal, inclosa l'amígdala, que augmenten la incidència de conductes impulsives i agressives i la incapacitat de predir les conseqüències dels propis actes. Les lesions en aquestes àrees també s'associen a un control indegut del sucre en la sang, fet que comporta una disminució de la funció cerebral en aquestes àrees, relacionades amb la planificació i la presa de decisions.

## Diagnòstic

### DSM-5
Els criteris actuals del DSM-5 per al trastorn explosiu intermitent inclouen:
- A. Arravataments recurrents en la conducta que reflecteixen una manca de control dels impulsos d'agressivitat, manifestada per una de les següents:

1. Agressió verbal (per exemple, enrabiades, diatribes, disputes verbals o baralles) o agressió física contra la propietat, els animals o altres individus, de mitjana dues vegades per setmana, durant un període de tres mesos. L'agressió física no provoca danys ni destrucció de la propietat, ni provoca lesions físiques als animals ni a altres individus.
2. Tres arravataments en el comportament que provoquin danys o destrucció de la propietat o agressió física amb lesions a animals o altres individus, succeïdes en els últims dotze mesos.

- B. La magnitud de l'agressivitat expressada durant els arravataments recurrents és bastant desproporcionada en relació amb la provocació o qualsevol estressor psicosocial desencadenant.
- C. Els arravataments agressius recurrents no són premeditats ni persegueixen cap objectiu tangible.
- D. Els arravataments agressius recurrents provoquen un marcat malestar en l'individu, n'alteren el rendiment laboral o les seves relacions interpersonals, o tenen conseqüències econòmiques o legals.
- E. L'individu té una edat cronològica de sis anys com a mínim (o un grau de desenvolupament equivalent).
- F. Els arravataments agressius recurrents no s'expliquen millor per un altre trastorn mental, ni es poden atribuir a una altra afecció mèdica, ni als efectes fisiològics d'alguna substància.

### Diagnòstic diferencial
Molts trastorns psiquiàtrics i alguns trastorns de consum de substàncies s'associen a una agressivitat augmentada i solen ser comòrbids amb el TEI, sovint dificultant el diagnòstic diferencial. Les persones amb TEI són, de mitjana, quatre vegades més propenses a desenvolupar trastorns depressius o d'ansietat i tres vegades més propenses a desenvolupar trastorns de consum de substàncies. El trastorn bipolar s'ha relacionat amb una major agitació i conducta agressiva en alguns individus, però per a aquests individus l'agressivitat està limitada a episodis maníacs i/o depressius, mentre que els individus amb TEI experimenten un comportament agressiu fins i tot durant períodes amb estat d'ànim neutre o positiu. En un estudi clínic, els dos trastorns es donaven conjuntament el 60% de les vegades. Els pacients manifestaven símptomes semblants a la mania just abans dels arravataments i continuen durant tot l'episodi. Segons un estudi, l'edat d'inici mitjana del TEI era al voltant de cinc anys inferior que l'edat d'inici del trastorn bipolar, fet que indica una possible correlació entre tots dos trastorns. De la mateixa manera, els trastorns de consum d'alcohol i d'altres substàncies poden donar lloc a una agressivitat elevada, però, llevat que aquesta agressivitat es produeixi fora dels períodes d'intoxicació i abstinència, no es dona el diagnòstic de TEI. En els trastorns crònics, com el TEPT, és important avaluar si el nivell d'agressivitat complia els criteris del TEI abans del desenvolupament de l'altre trastorn. En el trastorn de personalitat antisocial, l'agressivitat interpersonal sol ser de naturalesa instrumental (és a dir, motivada per recompenses tangibles), mentre que la del TEI és més una reacció impulsiva i no premeditada a l'estrès situacional.

## Tractament
El trastorn es tracta mitjançant teràpia cognitivoconductual i medicació psicotròpica, tot i que les opcions farmacològiques han demostrat un èxit limitat. La teràpia ajuda que el pacient reconegui els impulsos amb l'esperança d'assolir un nivell de consciència i control dels arravataments, a més de tractar l'estrès emocional que acompanya aquests episodis. Sovint es recepten múltiples fàrmacs per a pacients amb TEI. La teràpia de relaxació cognitiva i habilitats d'afrontament (CRCST) ha demostrat un èxit preliminar tant en la modalitat grupal com individual en comparació amb els grups de control. Aquesta teràpia consta de 12 sessions, les tres primeres centrades en l'entrenament en la relaxació, les següents en la reestructuració cognitiva, i les següents en la teràpia d'exposició. Les sessions finals se centren a resistir els impulsos agressius i en altres mesures preventives.
A França, de vegades s'utilitzen antipsicòtics com la ciamemazina, la levomepromazina i la loxapina.
Els antidepressius tricíclics i els inhibidors selectius de la recaptació de la serotonina (ISRS, inclosa la fluoxetina, la fluvoxamina i la sertralina) sembla que n'alleugin alguns símptomes psicopatològics. Els estabilitzadors de l'estat d'ànim GABAèrgics i els medicaments antiepilèptics com la gabapentina, el liti, la carbamazepina i el àcid valproic sembla que ajudin a controlar la incidència dels arravataments. Els ansiolítics ajuden a alleujar la tensió i poden contribuir a reduir els brots explosius augmentant el llindar de tolerància als estímuls provocatius, i estan especialment indicats en pacients amb trastorn obsessiu-compulsiu o altres trastorns d'ansietat comòrbids. No obstant això, certs ansiolítics augmenten la ira i la irritabilitat en alguns individus, especialment les benzodiazepines.

## Epidemiologia
Diversos estudis epidemiològics mostren una prevalença vital aproximada del TEI del 4-7%, en funció dels criteris establerts.
Entre la població clínica, un estudi de l'any 2005 va trobar que la prevalença vital del TEI era del 6,3%.
La prevalença sembla més alta en homes que en dones.
Dels subjectes nord-americans amb TEI, el 67,8% havien dut a terme agressions interpersonals, el 20,9% amenaçades d'agressions interpersonals i l'11,4% agressions contra objectes. Els subjectes van manifestar que havien participat en 27,8 actes agressius molt greus durant el pitjor any, amb 2-3 arravataments que van necessitar atenció mèdica. Al llarg de la vida, el valor mitjà dels danys immobiliaris a causa dels arravataments agressius va ser de 1603 dòlars.
Un estudi de la revista Journal of Clinical Psychiatry del març de 2016 suggereix una relació entre la infecció amb el paràsit Toxoplasma gondii i l'agressivitat psiquiàtrica com la del TEI.

## Història
A la primera edició del Manual de diagnòstic i estadística de l'American Psychiatric Association (DSM-I), s'establia un trastorn de l'agressió impulsiva com un tipus de personalitat passiva-agressiva (tipus agressiu). Aquest constructe es caracteritzava per una "reacció persistent a la frustració", i es definien els pacients com a generalment excitables, agressius i excessivament sensibles a les pressions ambientals, amb "brots de ràbia o d'agressivitat verbal o física diferents del seu comportament habitual".
A la tercera edició (DSM-III), es va codificar per primera vegada com a trastorn explosiu intermitent i es va assignar com a trastorn clínic a l'eix I. Tot i això, alguns investigadors van veure que els criteris estaven mal operacionalitzats. Al voltant del 80% dels individus que ara serien diagnosticats del trastorn n'haurien estat exclosos.
Al DSM-IV, se’n van millorar els criteris, però encara mancaven criteris objectius per a la intensitat, la freqüència i la naturalesa dels actes agressius. Això va portar alguns investigadors a adoptar uns criteris alternatius mitjançant una investigació, coneguda com a IED-IR (Integrated Research). La gravetat i la freqüència de la conducta agressiva requerida per al diagnòstic va ser clarament objectivada, s'exigia que els actes agressius tinguessin una naturalesa impulsiva, calia aflicció subjectiva per precedir els arravataments i els criteris permetien els diagnòstics comòrbids de trastorn de la personalitat límit i trastorn de la personalitat antisocial. Aquests criteris de recerca es van convertir en la base del diagnòstic DSM-5.